# Frank Armington
Pour les articles homonymes, voir Armington.
Frank Milton Armington, né à Fordwich (Ontario) le 28 juillet 1876 et mort à New York le 21 septembre 1941, est un peintre et aquafortiste canadien.

## Biographie
Époux de Caroline Armington, membre de l'Académie Julian, le musée Carnavalet conserve son aquarelle La démolition du pont de la Tournelle. Depuis 1920 le Musée du Luxembourg possède une grande partie de ses autres créations. 
La danseuse, Le pont Louis-Philippe, La vallée de la Seine et Winterbourne Abbas sont ses toiles les plus réputées.

## Galerie

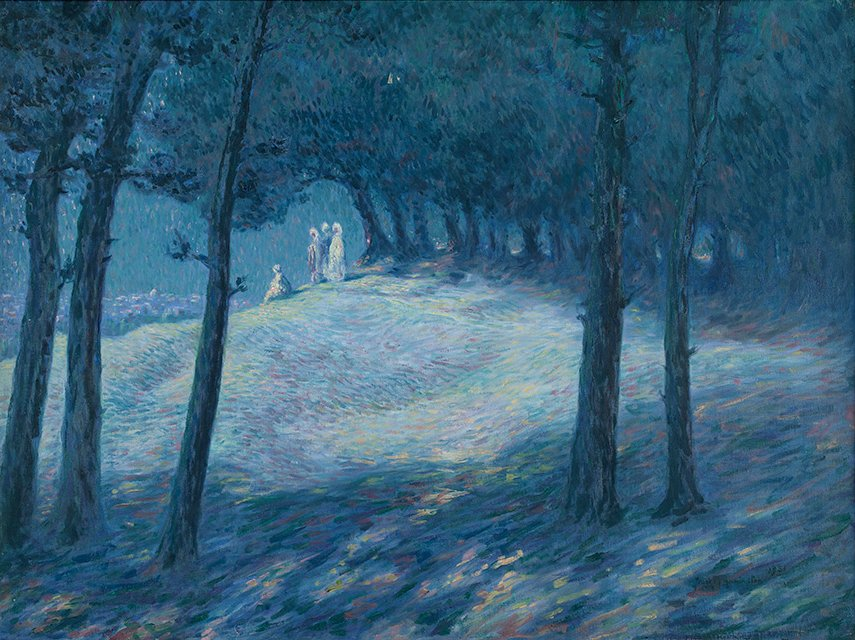
Les Pins à Constantine, huile sur toile
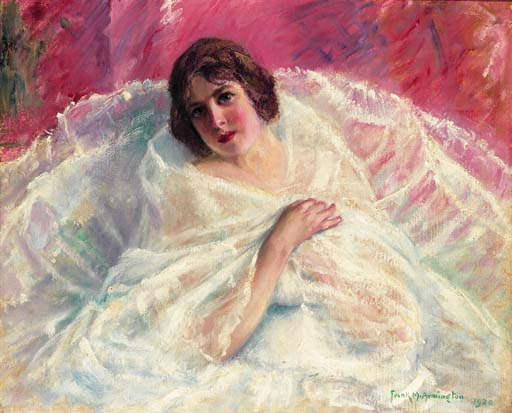
Danseuse en blanc, 1920
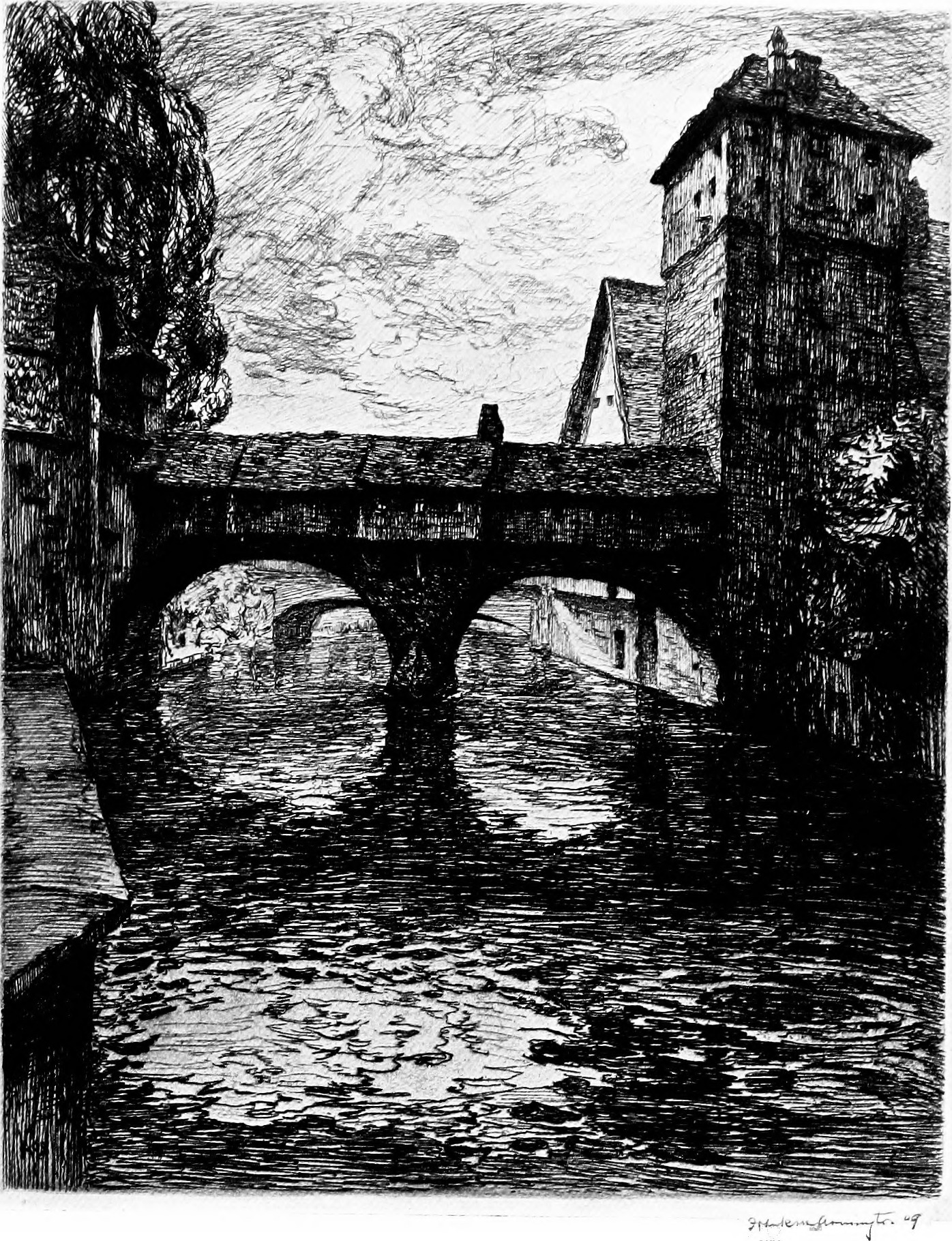
Modern etchings, 1913